# رین کارمئه
رین کارمَئه (استونیایی: Rein Karemäe; ۲۰ اوت ۱۹۳۴ – ۷ ژوئیهٔ ۲۰۱۴) روزنامه‌نگار، سیاستمدار و نماینده سابق اهل استونی بود.